# 庾袞
庾袞（？—？），字叔褒，穎川鄢陵人。是晉朝隱士，一生未有出仕，而以其品德及行為得到眾人親附信賴。而他的侄兒庾亮兄弟都在東晉朝中歷任高位，侄女庾文君則是晉明帝的皇后。

## 生平
庾袞為人勤儉好學，對親人亦以孝見稱。庾袞的父輩人物後多都任官，高貴顯赫，就只有其父堅持貧苦簡約。而庾袞亦親手耕作，以供給一家所需。庾袞因為欣賞鄰居褚德逸善待親人，到老仍然不改，故每次見面都會向其下拜；後來，庾袞曾與眾兄長去拜訪同郡人陳準、陳徽兄弟，眾兄長們都對陳母下拜，但只有庾袞不拜。陳徽問他，他就答：「不知為甚麼要拜。拜別人的親人，即代表自己也被視為同於別人的兒子了，有這麼重的意義，袞怎能輕易做。」最終也沒有拜。陳準兄弟見此感歎：「古時有亮直的人，你很接近了。你若果在朝中，是社稷之臣了！你若果掌兵，遇上大事，誰能夠動搖你！現在正值徵聘人才為官，你實在適合呀。」接著庾袞得鄉人舉薦，州郡亦徵命他，獲察孝廉、舉秀才，但他都堅持不受，當世就給了他「異行」的稱號。
元康末年，潁川太守召庾袞為功曹，庾袞卻穿上下人的衣服，以鐵鏟當手扙，拿著斧頭，不等車就起行了，自請做下人力役。太守特地派車去迎接，但庾袞一直辭讓，堅持要徒步入郡城。迎接者只好逼庾袞登車，直接送他到功曹的官舍處。不過，庾袞隨後就召了自己的車到來，不住官舍而住在車上，雖然外表恭敬，但流露著不可動搖的神色。穎川太守知道庾袞是不會屈服的了，感歎道：「不平凡的士人呀，我哪能夠令他降屈呢！」於是以厚禮送了他歸家。
永寧元年（301年），齊王司馬冏等諸王起兵討伐篡位稱帝的趙王司馬倫，司馬倫派了諸將外出抵抗，其中張泓就至陽翟，並掠奪當地，庾袞就帶著其家族以及其他異姓鄉人逃到禹山避亂自保。這些人安定既久，根本未經歷過戰禍，眾士人就推了庾袞為主，庾袞亦與眾人約誓，定下「無恃險，無怙亂，無暴鄰，無抽屋，無樵採人所植，無謀非德，無犯非義，勠力一心，同恤危機」的規定；接著又修築防禦工事，建塢堡，斷絕小路，又對人們作出評核，因他們的才能而安排適當的工作及物資器材，各盡所能。庾袞又以身作則，致令所有人的遵守禮法，長幼都表現切合其身份的禮儀態度，亦改了眾人的缺點。後有賊匪來攻，庾袞又親自統領士兵，行陳齊整，裝備充足地準備好作戰；賊匪試圖挑戰，但眼見庾袞守軍堅守不動，軍容嚴整，於是被逼撤退，這種事更發生過三次。庾袞成功保護了塢堡眾人，亦因而獲眾當時人稱許他是《論語》中「臨事而懼，好謀而成」的一類人。
司馬冏雖擊敗司馬倫，迎晉惠帝復位，但執政期間貪圖逸樂，長期都不上朝，這令庾袞對晉朝的未來感絕望，帶著妻兒隱居於林慮山，當成是新的故鄉。一年後，林慮的人都歸附他，稱他是「庾賢」。不過，後來石勒進攻林慮，一眾父老就謀求轉往大頭山，憑著該山的險峻及山上古人遺跡而自保。永興元年（304年），晉惠帝被張方所逼西遷長安，而庾袞也帶著眾人走到大頭山，並在山下耕田。在穀物還未成熟時，庾袞吃樹木果實，服食礦石藥品，令眾人安下心來，有在當地終老的志向。在秋收之時，庾袞在與兒子庾怞下山時因目眩而失足墮崖身亡，眾人聞其死訊十分傷心。

## 性格特徵
咸寧年間發生疫病，庾袞有兩個哥哥死了，還有一個哥哥庾毗病重危殆。面對如此嚴峻的疫情，父母就帶著庾袞一眾弟弟出走避疫，只有庾袞留下來。庾袞仍盡心照料病重的庾毗，晝夜不眠，亦多次摸著亡者的靈柩表達哀悼。這樣個了百多日，庾袞竟然沒有患上疫病，而疫情亦而消退，連庾毗的病都好了。原本出去避疫的人都漸漸回來，而父老都對庾袞：「這人多麼特別！堅持常人不能堅持的，做常人不能做的，寒冬過後見松柏不會凋謝，才開始懷疑這疫病其實不會互相傳染。」
庾袞父親堅持貧苦儉約，而他死後為供養母親就開始織竹筐售賣賺錢。母親見他為自己這麼勤苦，曾和他說：「現在我也沒甚麼要吃了。」但庾袞答：「連母親也吃不好，袞還將如何立足於世！」令母親大為感動；至母親去世後，庾袞也在其墓側住下來為其守喪。庾袞曾被父親告誡別過量喝酒，到後來每當喝醉後都自責：「我沒理先父的告誡，還怎能教訓別人。」接著就在父親墓前杖打自己三十下。其家墓園有次被人砍了柏樹，沒有人知是誰幹的，而庾袞就召集鄰居到墓前自責自己德行不夠令此事發生，眾人聽後為其感動涕泣，而以後這種砍樹之事亦再無發生。
庾袞行事勤勉恭謹，和弟子立籬笆時也要他們跪著取木條。有人說：「現在避世隱居，先生為何還這樣過分著重恭敬？」庾袞則稱有君子之志，其操行並不會因狀況而改易。而他亦堅持貧苦，其妻荀氏和繼室樂氏原來都是官家女兒，生活富足，出嫁後也安於拋棄物質，與庾袞過貧苦生活，亦相見如賓。有一年發生饑荒，都沒米飯吃，於是他的多個門人都曾拿飯過來送給他，但庾袞每次都說他已用膳了，他們都不敢強逼。而收割麥子的時候，庾袞會帶著諸子等待收割都完成後才到田中拾掉下的麥穗，不過和他們一樣的人其實還有很多，庾袞會待別人先拾。而拾時他們都只直線走，也不搶拾側面的麥，只是跪著向前一直拾一大把，但也能拾到很多。而與其他人上山拾橡果時也故意讓人走容易走的區域，自己走難的；並分長幼次序，為求不違禮法。
庾袞亦厚待並教導年輕失去父母的子姪們，外甥郭秀因為這樣而比其他子姪優先獲得衣食用品；亡兄之女庾芳出嫁前又準備了荊棘及蘆葦造的打掃工具，召集一眾子姪到堂上，當面送給她並下教，要她出嫁後堅持為婦之道。另庾袞又將舊屋送給大哥之子庾賡及庾翕，而庾翕後來未結婚就去世了，庾袞痛心他年紀小小就喪父，長大後未娶妻又死了，於是摸著靈柩傷心號哭，路過聽見的都被其感染哭起來。

## 家庭

### 子
- 庾怞
- 庾蔑，東晉侍中。
- 庾澤
- 庾捃

### 孫
- 庾願，庾蔑子，安成太守
- 庾姚，庾蔑女，嫁桓沖[1]

## 延伸阅读
[在维基数据编辑]
 《晉書·卷088》，出自房玄齡《晉書》